# Typhula incarnata
Espèce
Synonymes
- Clavaria elegantula P. Karst.[2]
- Sclerotium fulvum Fr.[2]
- Typhula itoana S. Imai[2]

Typhula incarnata est une espèce de champignons homobasidiomycètes de la classe des Agaricomycetes et de la famille des Typhulaceae qui se développe principalement aux dépens des graminées et de l’orge d’hiver.

## Distribution géographique
Son aire de distribution s’étend essentiellement dans l’hémisphère nord, principalement dans les régions sous influence océanique (tempérées ou froides) et sur les reliefs et dans les contrées continentales où une couverture neigeuse peut maintenir la température du sol au dessus de 0 °C. On le rencontre donc aussi bien en Europe de l’ouest qu’en Scandinavie, au Japon ou au Canada. Dans les  régions soumises à des hivers rigoureux, il ne peut se développer que sous la neige et à ce titre il fait partie des moisissures de neige avec Typhula ishikariensis et Microdochium nivale. En Europe de l’ouest où les hivers sont généralement doux, Typhula incarnata se développe généralement sans couverture neigeuse.

## Cycle biologique
Il s’agit d’un champignon psychrophile, avec une croissance optimale à 10 °C, qui est réduite seulement de moitié à 0,5 °C.  C’est pourquoi, son cycle biologique débute en automne et se termine au printemps.  Les structures de survie du champignon sont des sclérotes de quelques millimètres enchâssés dans les tissus infectés de son hôte. Ceux-ci sont dormants durant l’été et germent en automne pour produire soit des cordons mycéliens, soit des fructifications appelées clavules au bout de stipes plus ou moins allongés (de 0 à 3 cm) selon la profondeur d’enfouissement des sclérotes dans le sol. Ces clavules ne se forment en effet qu’à la lumière pour produire les basidiospores qui se disperseront par le vent et la pluie. Par temps sec, ces clavules prennent une teinte rose-incarnat comme les sclérotes dont elles sont issues (d’où l’appellation de l’espèce).
Les basidiospores sont monocaryotiques (un seul noyau par cellule) et sont issues d’un processus sexué (la méiose) après la fusion de deux noyaux différents contenus dans les thalles dicaryotiques (deux noyaux par cellule) qui est l’état nucléaire du champignon durant tout son cycle biologique hormis celui des basidiospores.  En effet, à peine produites, ces basidiospores germent rapidement et les tubes germinatifs dont les noyaux possèdent des allèles d’incompatibilité différents s’apparient tout de suite pour former des hyphes dicaryotiques (dont la caractéristique visible est la présence d’anses d’anastomoses).
Ce sont ces hyphes, au même titre que les cordons mycéliens qui, en conditions météorologiques favorables (température et humidité), envahiront les tissus d’un hôte sensible via les déchirures des gaines foliaires, durant l’automne et l’hiver, et conduiront à affaiblir et parfois même tuer les plantes infectées en constituant de nouveaux sclérotes.

## Symptomatologie
À la sortie de l’hiver, les orges infectées présentent souvent des feuilles jaunes ou complètement flétries, certaines dépérissent complètement surtout si elles sont sur-infectées par des maladies virales telles que la jaunisse nanisante de l’orge ou la mosaïque jaune de l’orge ou/et si elles ont à subir des déchaussements dus au gel. Les champs d’orge d’hiver présentent des ondulations dues à la croissance non homogène des plantes, des morceaux de ligne de culture manquent, des trouées dans la végétation sont parfois encore visibles après la montaison. 
Quand la neige a recouvert précocement les champs d’orge, les dégâts se présentent au printemps sous forme de taches de plantes mortes très visibles dans le champ (même apparence que lors d’une attaque de Microdochium nivale). C’est ce symptôme qui a donné le nom à cette maladie en anglais : grey snow mould.
Sur les terrains de golf, les infections dues à Typhula incarnata sont moins caractéristiques et se confondent souvent avec celles d’autres agents pathogènes.
Dans tous les cas, de nombreux sclérotes sont logés à la base des plantes infectées et au niveau racinaire.

## Génétique
Typhula incarnata est une espèce hétérothalle tétrapolaire fonctionnant sur un système d’incompatibilité à deux facteurs (A et B), lesquels se trouvent sur des chromosomes différents et comportent des allèles multiples qui permettent le contrôle de la morphogénèse sexuée du champignon. A côté de ce système sexué, il existe aussi des recombinaisons somatiques qui peuvent conduire à des croisements illégitimes. Des différences sensibles ont également été observées entre souches du point de vue des migrations nucléaires dans les hyphes en cours de dicaryotisation. La très grande diversité génétique des isolats de T. incarnata a été mise en évidence aux États-Unis avec des marqueurs RAPD.

## Pouvoir pathogène
L’agressivité du champignon est héritée de façon quantitative, vraisemblablement par plusieurs gènes récessifs. Indépendamment des conditions susceptibles de faire varier la prédisposition de la plante hôte à l’égard de T. incarnata, notamment son degré d’endurcissement au froid, l’interaction hôte-parasite serait influencée par trois facteurs : la règle du premier occupant, la présence ou l’absence d’un gène mutant et le degré de compatibilité entre souches,.

## Moyens de lutte
En orge d’hiver, aucune intervention n’est justifiée.  Les orges semées précocement sont plus résistantes car elles présentent une végétation plus fournie à l’entrée de l’hiver. Cependant, avancer la date des semis expose davantage les cultures au risque de contamination par la jaunisse nanisante de l’orge, autrement dommageable que Typhula incarnata. En Europe de l'ouest, les autres céréales d’hiver sont généralement résistantes à Typhula incarnata.
La prévention des maladies affectant les terrains de sport (dont notamment Typhula incarnata) est mise en œuvre tenant compte de la diversité des infections et du contexte particulier de cet environnement.